# Cryphia rectilinea
Cryphia rectilinea là một loài bướm đêm thuộc họ Noctuidae. Nó được tìm thấy ở Balkan, Ý, Thổ Nhĩ Kỳ, Liban và Israel.
Con trưởng thành bay từ tháng 5 đến tháng 9. Có một lứa một năm.
Ấu trùng có thể ăn lichen.